# Ophiostomatales
Ophiostomatales is een orde van Sordariomycetes uit de subklasse Sordariomycetidae van de ascomyceten. De meeste soorten komen voor op hout en bast. Bekende soorten zijn de veroorzakers van iepenziekte en Ophiostoma piliferum, die bij aantasting het hout blauwkleurt. De meeste soorten zijn echter saprobionten. De sporen worden vaak door kevers verspreid. Een aantal anamorfen (ongeslachtelijke vormen) zijn ziekteverwekkers bij mensen, zoals Sporothrix schenckii.

## Kenmerken
De vruchtlichamen zijn alleenstaande, zwarte peritheciën. Bij de meeste soorten hebben ze een lange hals waardoor de kleverige ascosporen naar buiten komen. De peritheciën lijken op die bij van het geslacht Ceratocystis van de Microascales. De asci zijn rond en lossen al vroeg tijdens de ontwikkeling op.

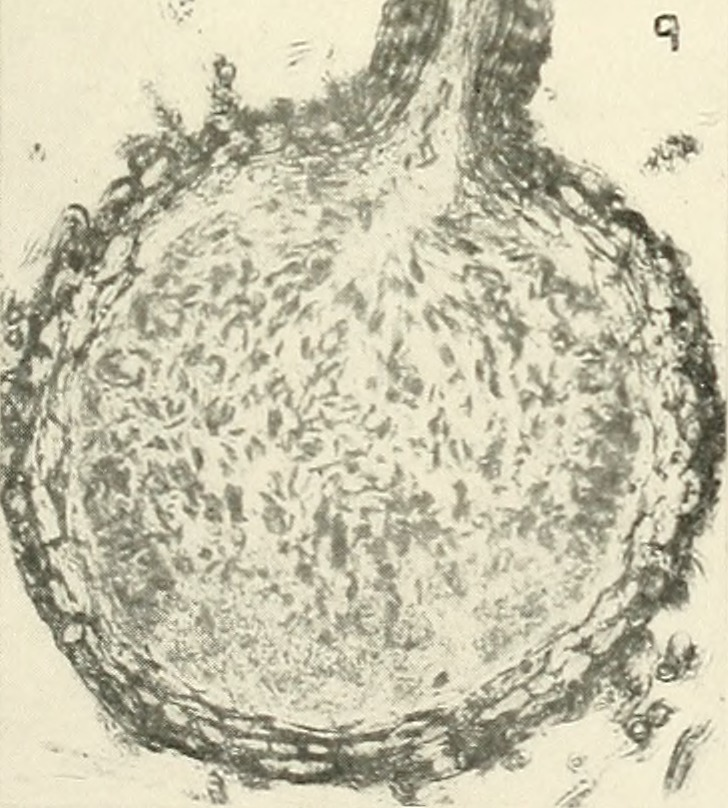
Perithecium van Ophiostoma ulmi
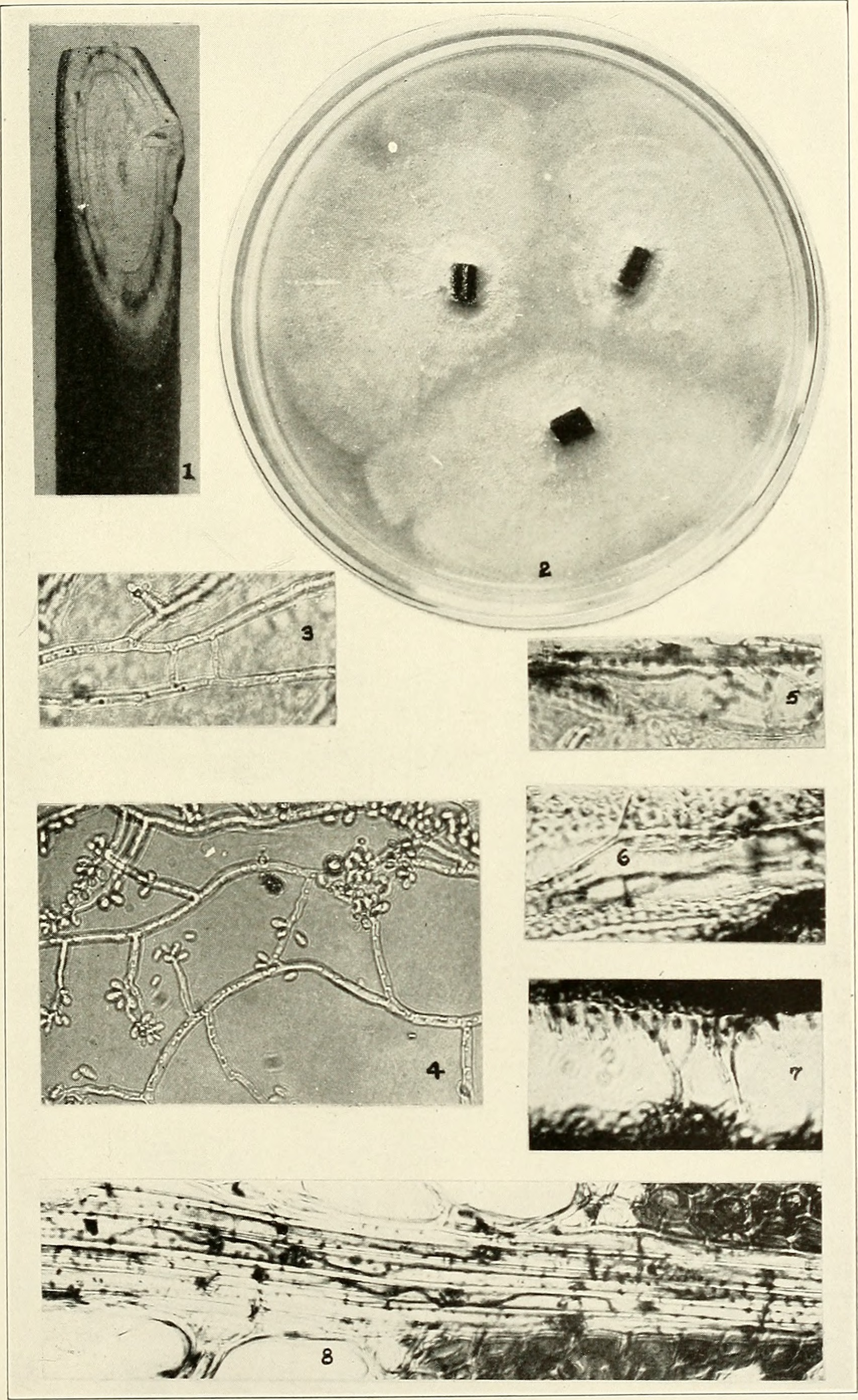
Sporothrix stadium van Ophiostoma ulmi: 4. Conidioforen met conidia
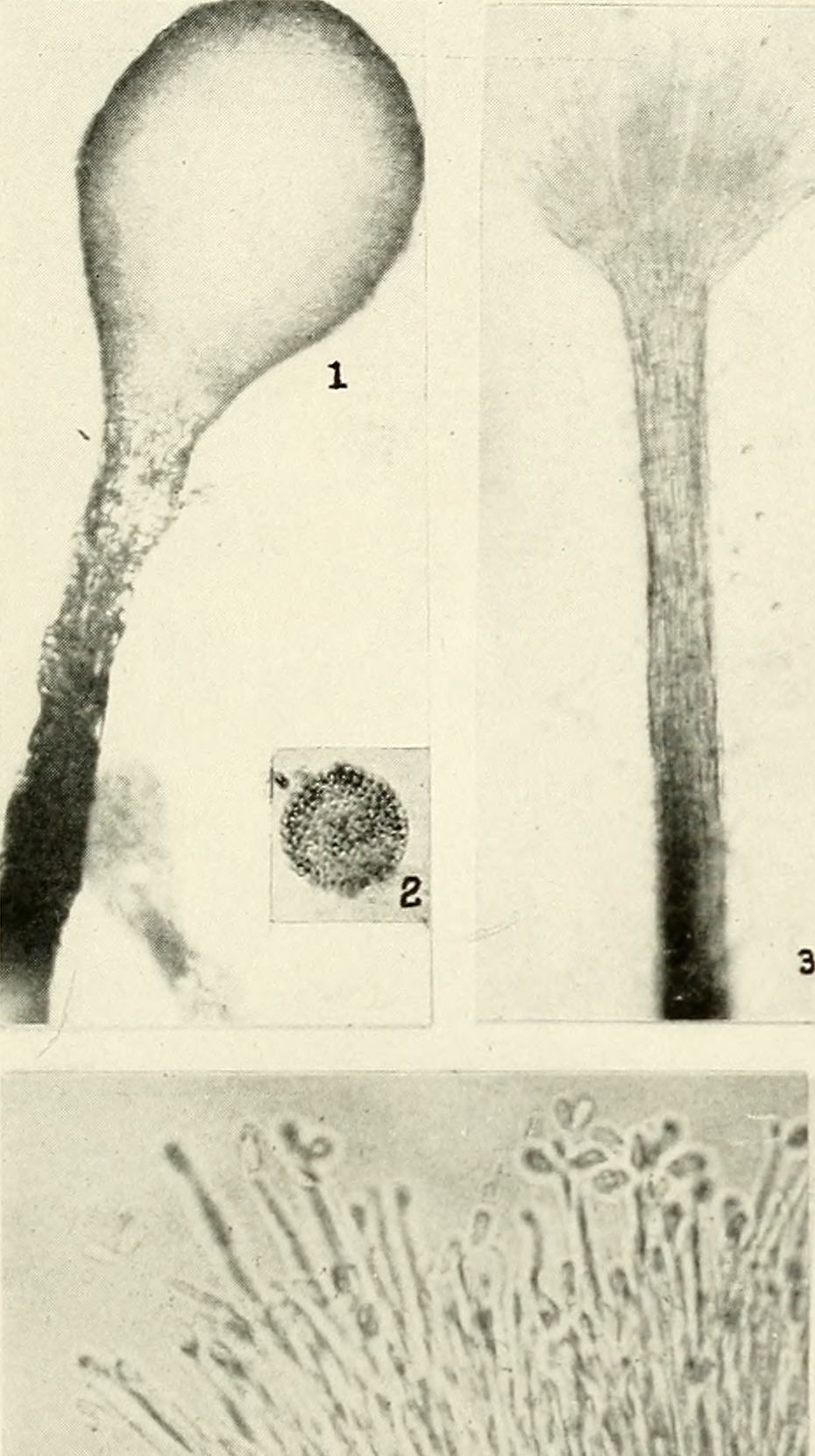
Graphium stadium van Ophiostoma ulmi: Coremium met conidia

## Taxonomie
De taxonomische indeling van de Ophiostomatales is als volgt:
Orde: Ophiostomatales
- Familie: Kathistaceae
  - Kathistes
- Familie: Ophiostomataceae
  - Fragosphaeria
  - Klasterskya
  - Ophiostoma
    - Ophiostoma ulmi
    - Ophiostoma novo-ulmi

  - Spumatoria
  - Subbaromyces

De anamorfe vormen worden ingedeeld bij de Hyphomyceten met de geslachten Leptographium, Pesotum en Sporothrix.